# بسکول (استان قزاقستان شمالی)
بسکول (قزاقی: Бескөл) یک شهرک در استان قزاقستان شمالی کشور قزاقستان است.